# Фехнер (лунный кратер)
Кратер Фехнер (лат. Fechner) — крупный древний ударный кратер в южном полушарии обратной стороны Луны. Название присвоено в честь немецкого психолога Густава Теодора Фехнера (1801—1887) и утверждено Международным астрономическим союзом в 1970 г. Образование кратера относится к нектарскому периоду.

## Описание кратера

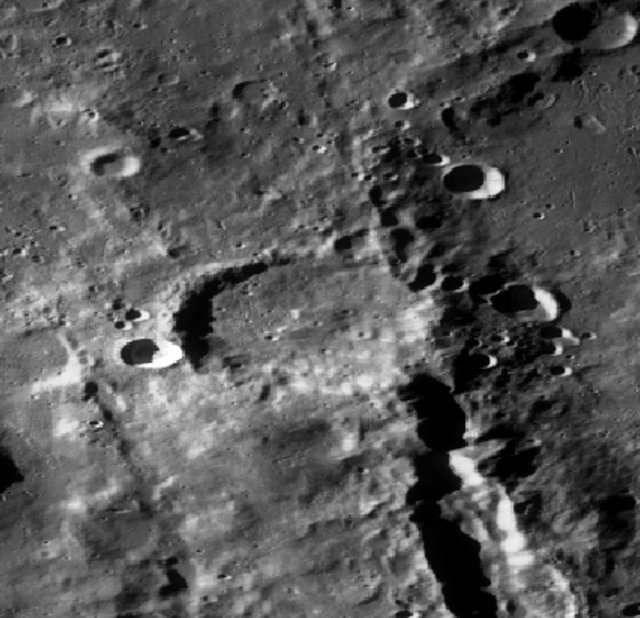
Снимок зонда Lunar Reconnaissance Orbiter.

Кратер Фехнер примыкает к западной части вала огромного кратера Планк. Другими его ближайшими соседями кратера являются кратер Кимура на западе-северо-западе и кратер Ван Вейк на юго-западе. Восточная часть вала кратера пересекает долину Планка. Селенографические координаты центра кратера 58°15′ ю. ш. 125°02′ в. д. / 58,25° ю. ш. 125,03° в. д., диаметр 59,3 км, глубина 2,7 км. 
Кратер Фехнер имеет близкую к циркулярной форму и значительно разрушен. Вал сглажен, на формирование восточной части вала оказали влияние долина Планка и близость кратера Планк. Внутренний склон вала нероавномерный по ширине. Западная-юго-западная оконечность вала перекрыта небольшим чашеобразным сателлитным кратером Фехнер T, который окружен областью выброшенных пород светлого цвета. Эти породы покрывают юго-западную часть чаши кратера Фехнер. Дно чаши кратера Фехнер пересеченное, отмечено множеством маленьких кратеров. В центре чаши находится невысокое округлое поднятие местности.

## Сателлитные кратеры

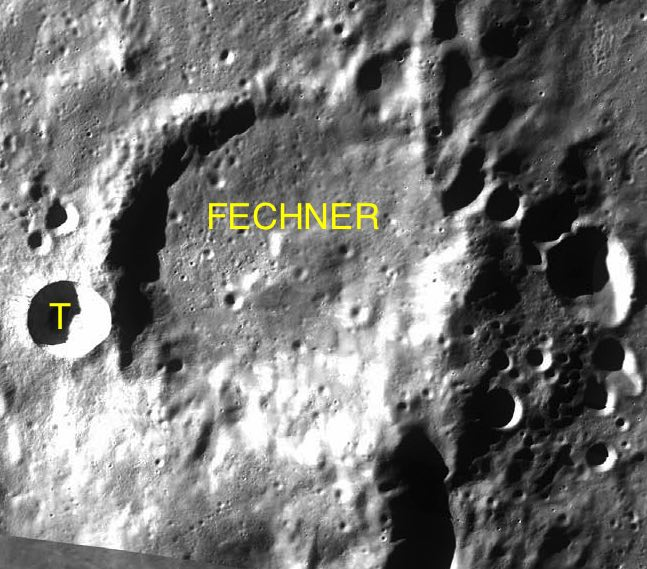
Фрагмент карты LAC-130.

| Фехнер | Координаты                                              | Диаметр, км |
| ------ | ------------------------------------------------------- | ----------- |
| T      | 58°44′ ю. ш. 122°49′ в. д. / 58,74° ю. ш. 122,82° в. д. | 14,3        |